# La Habra (Kalifornija)
La Habra je grad u američkoj saveznoj državi Kalifornija. Prema popisu stanovništva iz 2010. u njemu je živjelo 60.239 stanovnika.